# Дочерняя республика
Дочерняя, сестринская или клиентская республика (фр. République sœur) — один из вассальных по отношению к Франции республиканских режимов (клиентское государство), установленных французами по мере оккупации других частей Западной Европы в период Революционных и Наполеоновских войн.
Официально Французская республика заявляла, что поддерживает распространение республиканских принципов в Европе, но в действительности большинство из этих дочерних республик или республик-сестёр  были способом управления оккупированной территорией через сочетание французского правления и местного самоуправления. Само существование этих республик обычно зависело от присутствия французских войск, в то же время французская администрация чаще всего имела свой единственной целью выкачать из них как можно больше ресурсов (продовольствия, денег и солдат) в пользу Франции.
С другой стороны, установление республиканских правительств, основанных на национальном принципе вместо королевских фамилий (Бурбонов, Габсбургов) способствовало росту национального чувства во всей Западной Европе, что оказало значительное влияние на последующую европейскую историю (см. Польское восстание (1830), Революции 1848—1849 годов).

## Французские вассальные республики в Италии
- Республика Альбы (1796), территория возвращена Сардинскому королевству
- Лигурийская республика (1796—1805), занимала территорию современной Области Лигурия, аннексирована Французской империей
- Венецианская республика (1797), занимала территорию современной области Венеция, вошла в состав Цизальпинской республики
- Пьемонтская республика[англ.] (1796—1802) и Субальпийская республика (1800—1802), занимали территорию современной Области Пьемонт, аннексирована Францией
- Болонская республика (1796), аннексирована Циспаданской республикой
- Циспаданская республика (1796—1799), занимала территорию современной Области Эмилия-Романия, вошла в Цизальпинскую республику
- Бергамская республика[англ.] (1797), вошла в Цизальпинскую республику
- Транспаданская республика (1797), занимала территорию современной Области Ломбардия вошла в Цизальпинскую республику
- Цизальпинская республика (1797—1802) преобразовалась в Итальянскую республику
- Республика Брешия (1797), вошла в Цизальпинскую республику
- Республика Крема (1797), вошла в Цизальпинскую республику
- Анконитанская республика (1797—1798), вошла в Римскую республику
- Римская республика (1798—1799), занимала территорию современной Области Лацио
- Тиберинская республика (1798—1799) со столицей в Перудже, занимала территорию современной Области Умбрия, вошла в Римскую республику
- Леманская республика (1798), кантон Во в наши дни, вошла в Гельветическую республику
- Этрусская республика (1799), занимала территорию современной Области Тоскана
- Республика Пескары (1799)
- Партенопейская республика (1799) со столицей в Неаполе, занимала территории современных областей Апулия, Базиликата, Калабрия, Кампания, Молизе, Абруцци
- Итальянская республика, преобразовалась в Королевство Италия
- Иллирийская республика (1809)

## Другие французские вассальные республики

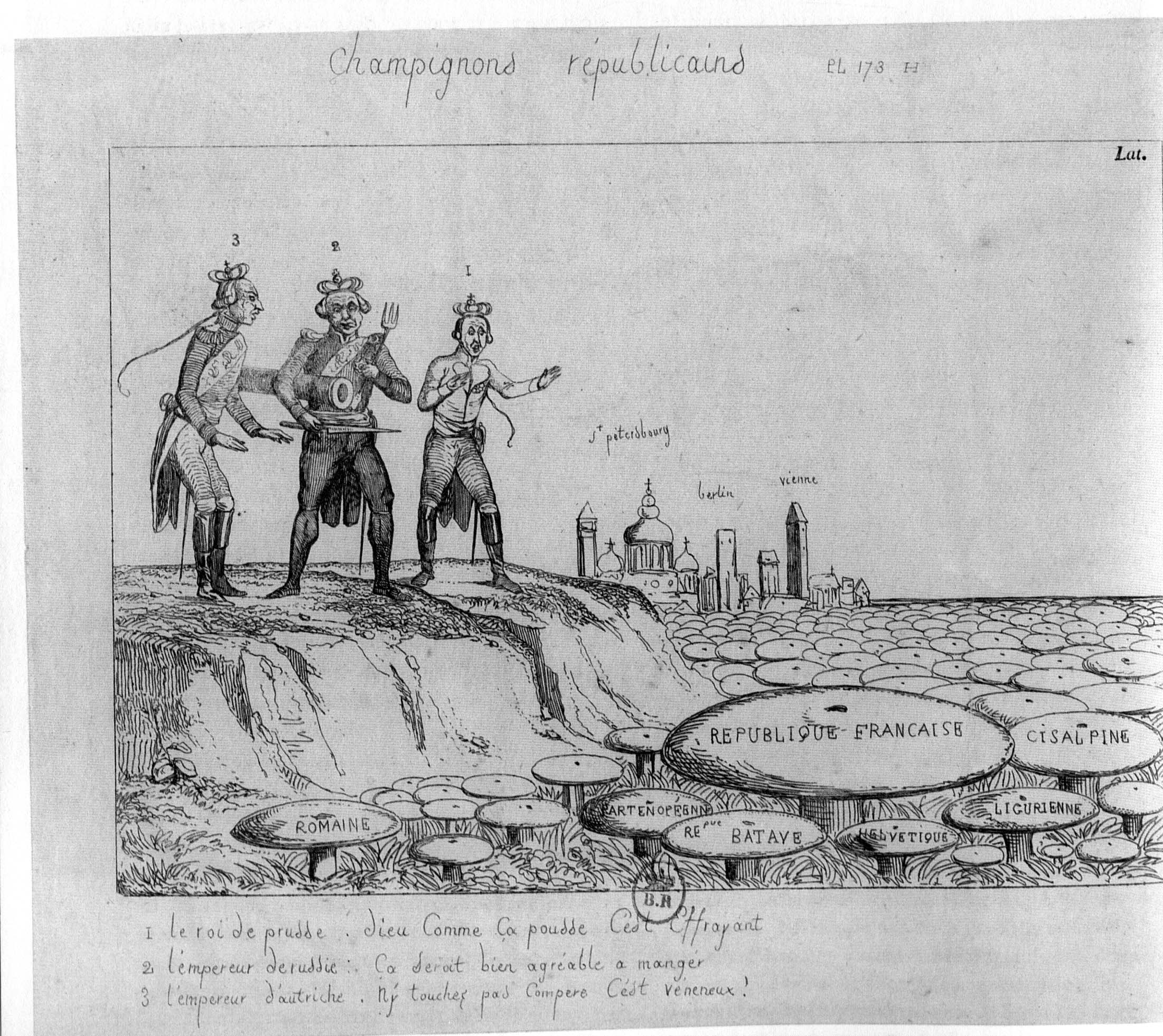
Карикатура 1799 года: монархи Австрии, Пруссии и России наблюдают, как вокруг Франции подобно грибам растут новые республики.

- Рауракская республика на территории Базеля (1792—1793)
- Льежская республика[англ.] (1789—1791)
- Майнцская республика на территории Рейнланд-Пфальца (1793)
- Леманская республика (1798)
- Булонская республика[англ.] (1794—1795) около Буйона
- Батавская республика (1795—1806), в Нидерландах
- Цизрейнская республика (1797), в Германии
- Республика Коннахт (1798), во время Ирландской экспедиции Юмбера в помощь Ирландскому восстанию (1798)
- Гельветическая республика (1798—1803), в Швейцарии
- Данцигская республика (1807—1815)
- Роданская республика (1802-1810) в кантоне Вале

## Другие зависимые от Франции государства
- Королевство Италия (1805—1814)
- Голландское королевство (1806—1810)
- Рейнский союз (1806—1813)
  - Великое герцогство Берг (1806—1813)
  - Королевство Вестфалия (1807—1813)
  - Великое герцогство Франкфурт (1810—1813)
- Неаполитанское королевство (1806—1814)
- Варшавское герцогство (1807—1815)
- Королевство Испания (1808—1813)
- Герцогство Курляндское, Семигальское и Пильтенское (1812)
- Великое княжество Литовское (1812)
- Северная Лузитания (не была реализована)
- Королевство Венгрия (не была реализована)[2]
- Королевство Кастилия (не была реализована)[2]
- Королевство Андалусия (не была реализована)[2]
- Королевство Леон (не был реализован)[2]